# Hardoi (distrikt)
Hardoi är ett distrikt i den indiska delstaten Uttar Pradesh, och hade 3 398 306 invånare år 2001 på en yta av 5 986 km². Det gör en befolkningsdensitet på 567,7 inv/km². Den administrativa huvudorten är staden Hardoi. De största religionerna är Hinduism (86,23 %) och Islam (13,11 %).

## Administrativ indelning
Distriktet är indelat i fem kommunliknande enheter, tehsils:
- Bilgram, Hardoi, Sandila, Sawayajpur, Shahabad

## Städer
Distriktets städer är huvudorten Hardoi samt Beniganj, Bilgram, Gopamau, Kachhauna Patseni, Kursath, Madhoganj, Mallawan, Pali, Pihani, Sandi, Sandila, Shahabad och Som.
Urbaniseringsgraden låg på 11,99 procent år 2001.